# George Raft
George Raft (26. září 1901 New York – 24. listopadu 1980 Los Angeles) byl americký herec. Jeho nejznámější rolí je gangster Colombo Psí dečka v komedii Někdo to rád horké.
Jeho rodina pocházela z Německa, původně se jmenoval George Ranft. Celý život uváděl rok svého narození 1895, ale podle úředních záznamů byl o šest let mladší. Vyrůstal v newyorské čtvrti Hell's Kitchen, proslulé vysokou kriminalitou, znal se i s Bugsy Siegelem, což později zúročil v četných rolích drsných mužů. Od mládí se živil jako nájemný tanečník v nočních klubech a vystupoval na Broadwayi. V roce 1927 se odstěhoval do Hollywoodu a roku 1929 natočil svůj první film. Ve třicátých letech patřil k nejlépe placeným americkým hercům díky rolím v kriminálních filmech jako Zjizvená tvář nebo Jezdci noci. O větší slávu ho připravil špatný odhad na role, například odmítl hrát Ricka Blaina v Casablance.
V roce 1923 se oženil s Grace Mulrooneyovou. Brzy se rozešli, ale manželka z náboženských důvodů odmítla souhlas s rozvodem, což zmařilo Raftovu plánovanou svatbu s Normou Shearerovou.